# Alexandre de Wurtemberg (1804-1881)
Pour les articles homonymes, voir Alexandre de Wurtemberg (homonymie).
Alexandre de Wurtemberg, né à Riga le 20 décembre 1804 et mort à Bayreuth le 28 octobre 1881 est un membre de la cinquième branche, dite « lignée ducale » de la maison de Wurtemberg qu'il perpétue par sa descendance jusqu'à nos jours.

## Biographie

### Famille
Alexandre de Wurtemberg est le second fils et le troisième des cinq enfants du duc Alexandre de Wurtemberg (1771-1833) et de la duchesse Antoinette de Saxe-Cobourg-Saalfeld (1779-1824). Il est membre de la branche ducale de la Maison royale de Wurtemberg et porte le titre héréditaire de « duc de Wurtemberg ». Il est le seul de ses frères à perpétuer la lignée agnatique de sa maison car, parmi ses trois frères, deux d'entre eux (Paul (1800-1802) et Frédéric (1810-1815)) meurent en bas âge et l'autre, Ernest (1807-1868), conclut une union morganatique. Alexandre de Wurtemberg est un des neveux du roi des Belges Léopold Ier qui, en 1837, favorise son mariage.

### Officier au service de l'empire russe
À l'instar de son père, le duc Alexandre de Wurtemberg sert dans l'armée russe dès son plus jeune âge. Enrôlé comme cornette dans le régiment de la garde de cavalerie en 1805, un mois après sa naissance, il devient lieutenant deux mois plus tard. En qualité de colonel depuis 1827, il participe, en 1828, à la guerre russo-turque, conflit qui soutient la révolte des Grecs contre l'empire ottoman et au cours duquel, le duc Alexandre devient général de division 14 octobre 1828 et, peu après, contracte une fièvre au cours du siège de Choumen. Ensuite, en 1831, il se bat contre la Pologne lors de l'Insurrection de Novembre afin de réprimer le soulèvement polonais contre la tutelle russe. Après la mort de son père en 1833, le duc Alexandre quitte l'armée russe et part vivre, tantôt en Allemagne, tantôt en France.

### Mariages et descendance
En juillet 1837, après avoir été convié à Laeken, chez le roi des Belges Léopold Ier, le duc Alexandre retourne à Paris où Léopold est également présent. Le roi constate que son neveu y fait bonne impression auprès de Marie d'Orléans, sœur de Louise reine des Belges et seconde fille du roi Louis-Philippe, même si le souverain belge écrit à sa nièce la reine Victoria : « Je le pense un peu lourd dans ses manières. ».
Tandis que Marie est prête à épouser Alexandre, ce dernier tergiverse quelque peu, mais le roi des Belges précipite les choses et parvient rapidement à ses fins en insistant auprès de son neveu. Le duc Alexandre épouse donc au palais de Trianon, à Versailles, le 17 octobre 1837, la princesse Marie d'Orléans (née à Palerme le 12 avril 1813 et morte à Pise le 2 janvier 1839), seconde fille du roi des Français, Louis-Philippe Ier et de la reine Marie-Amélie.
Un fils est issu de cette union :
- Philippe de Wurtemberg (né à Neuilly-sur-Seine le 30 juillet 1838 et mort à Stuttgart le 11 octobre 1917), duc de Wurtemberg, il épouse en 1865 l'archiduchesse Marie-Thérèse d'Autriche (1845-1917), dont cinq enfants.

Considéré par son grand-père Louis-Philippe comme un membre à part entière de la famille, Philippe de Wurtemberg et son père Alexandre sont élevés au rang d'Altesse Royale par une ordonnance du 20 mai 1843. Lors de la Révolution de 1848, le duc Alexandre, muni de passeports fournis par Alphonse de Lamartine, alors ministre des Affaires étrangères, quitte Paris pour retourner en Allemagne, où il s'établit dans le royaume de Bavière, à Bayreuth avec son fils Philippe.
Veuf en 1839, Alexandre de Wurtemberg épouse religieusement en secondes noces, à Bayreuth, le 11 juin 1868 Catherine-Amélie von Meyernberg, née Pfennigkaüfer, fille de Ferdinand Pfennigkaüfer et de Suzanne Hohenstein, née à Marbourg le 31 juillet 1829 et morte à Bayreuth le 31 mars 1915, épouse divorcée en 1856 de Jean Conrad Kirsch (1800-1863). Ce second mariage est resté sans postérité.

### Mort
Le duc Alexandre de Wurtemberg meurt, à l'âge de 76 ans au château Fantaisie, près de Bayreuth, le 28 octobre 1881.

## Appartenance à la maison de Wurtemberg
Alexandre de Wurtemberg appartient à la cinquième branche (dite lignée ducale) de la Maison de Wurtemberg, qui descend du septième fils de Frédéric-Eugène de Wurtemberg. À l'extinction de la branche aînée en 1921, la lignée ducale devient la nouvelle branche dynaste de la Maison de Wurtemberg. Néanmoins, la nouvelle branche aînée est la branche morganatique des ducs de Teck (éteinte dans les mâles en 1981), puis la branche morganatique des ducs d'Urach. Actuellement, l'aîné de toute la Maison de Wurtemberg est Charles-Anselme, duc d'Urach, né en 1955.
Alexandre de Wurtemberg est l'ascendant direct de l'actuel (depuis 2022) prétendant au trône de Wurtemberg, Wilhelm de Wurtemberg, né en 1994.

## Honneurs
Alexandre de Wurtemberg est :
- Grand-croix de l'ordre de la Couronne de Wurtemberg (1818) ;
- Chevalier de l'ordre de Saint-Hubert (Bavière, 1851) ;
- Grand cordon de l’ordre de Léopold (Belgique, 1841) ;
- Grand-croix de l'ordre de la Maison ernestine de Saxe (Duchés saxons, 1833) ;
- Chevalier de l'ordre de l'Aigle noir (Prusse) ;
- Chevalier de l'ordre de Saint-André (Empire russe).

## Ascendance
|  |                                                 |  |  |  |  |  |  |  |  |  |  |  |  |
|  | 8. Charles-Alexandre de Wurtemberg              |  |  |  |  |  |  |  |  |  |  |  |  |
|  |                                                 |  |  |  |  |  |  |  |  |  |  |  |  |
|  |                                                 |  |  |  |  |  |  |  |  |  |  |  |  |
|  | 4. Frédéric-Eugène de Wurtemberg                |  |  |  |  |  |  |  |  |  |  |  |  |
|  |                                                 |  |  |  |  |  |  |  |  |  |  |  |  |
|  |                                                 |  |  |  |  |  |  |  |  |  |  |  |  |
|  | 9. Marie-Auguste de Tour et Taxis               |  |  |  |  |  |  |  |  |  |  |  |  |
|  |                                                 |  |  |  |  |  |  |  |  |  |  |  |  |
|  |                                                 |  |  |  |  |  |  |  |  |  |  |  |  |
|  | 2. Alexandre de Wurtemberg                      |  |  |  |  |  |  |  |  |  |  |  |  |
|  |                                                 |  |  |  |  |  |  |  |  |  |  |  |  |
|  |                                                 |  |  |  |  |  |  |  |  |  |  |  |  |
|  | 10. Frédéric-Guillaume de Brandebourg-Schwedt   |  |  |  |  |  |  |  |  |  |  |  |  |
|  |                                                 |  |  |  |  |  |  |  |  |  |  |  |  |
|  |                                                 |  |  |  |  |  |  |  |  |  |  |  |  |
|  | 5. Frédérique-Dorothée de Brandebourg-Schwedt   |  |  |  |  |  |  |  |  |  |  |  |  |
|  |                                                 |  |  |  |  |  |  |  |  |  |  |  |  |
|  |                                                 |  |  |  |  |  |  |  |  |  |  |  |  |
|  | 11. Sophie-Dorothée de Prusse                   |  |  |  |  |  |  |  |  |  |  |  |  |
|  |                                                 |  |  |  |  |  |  |  |  |  |  |  |  |
|  |                                                 |  |  |  |  |  |  |  |  |  |  |  |  |
|  | 1. Alexandre de Wurtemberg                      |  |  |  |  |  |  |  |  |  |  |  |  |
|  |                                                 |  |  |  |  |  |  |  |  |  |  |  |  |
|  |                                                 |  |  |  |  |  |  |  |  |  |  |  |  |
|  | 12. Ernest Frédéric de Saxe-Cobourg-Saalfeld    |  |  |  |  |  |  |  |  |  |  |  |  |
|  |                                                 |  |  |  |  |  |  |  |  |  |  |  |  |
|  |                                                 |  |  |  |  |  |  |  |  |  |  |  |  |
|  | 6. François de Saxe-Cobourg-Saalfeld            |  |  |  |  |  |  |  |  |  |  |  |  |
|  |                                                 |  |  |  |  |  |  |  |  |  |  |  |  |
|  |                                                 |  |  |  |  |  |  |  |  |  |  |  |  |
|  | 13. Sophie-Antoinette de Brunswick-Wolfenbüttel |  |  |  |  |  |  |  |  |  |  |  |  |
|  |                                                 |  |  |  |  |  |  |  |  |  |  |  |  |
|  |                                                 |  |  |  |  |  |  |  |  |  |  |  |  |
|  | 3. Antoinette de Saxe-Cobourg-Saalfeld          |  |  |  |  |  |  |  |  |  |  |  |  |
|  |                                                 |  |  |  |  |  |  |  |  |  |  |  |  |
|  |                                                 |  |  |  |  |  |  |  |  |  |  |  |  |
|  | 14. Henri XXIV Reuss d'Ebersdorf                |  |  |  |  |  |  |  |  |  |  |  |  |
|  |                                                 |  |  |  |  |  |  |  |  |  |  |  |  |
|  |                                                 |  |  |  |  |  |  |  |  |  |  |  |  |
|  | 7. Augusta Reuss d'Ebersdorf                    |  |  |  |  |  |  |  |  |  |  |  |  |
|  |                                                 |  |  |  |  |  |  |  |  |  |  |  |  |
|  |                                                 |  |  |  |  |  |  |  |  |  |  |  |  |
|  | 15. Caroline-Ernestine d'Erbach-Schönberg       |  |  |  |  |  |  |  |  |  |  |  |  |
|  |                                                 |  |  |  |  |  |  |  |  |  |  |  |  |
|  |                                                 |  |  |  |  |  |  |  |  |  |  |  |  |